# Antonio Francesco Vezzosi
Antonio Francesco Vezzosi (Arezzo, 4 ottobre 1708 – Roma, 29 maggio 1783) è stato un presbitero e biografo italiano.

## Biografia
Nel 1731 entrò nella congregazione teatina. Grazie alle sue capacità inusuali fu nominato professore di filosofia al seminario di Rimini (1736–38). Nel 1742 fu inviato a Roma come docente di teologia a Sant'Andrea della Valle. In questa sede fu noto positivamente per la sua erudizione e ortodossia. I suoi superiori lo incaricarono di curare l'edizione delle opere del cardinale Giuseppe Maria Tomasi (11 voll., Roma, 1749–69).
Le sue capacità furono portate all'attenzione del papa, Benedetto XIV, che nel 1753 lo nominò professore di storia della chiesa alla Sapienza ed esaminatore dei candidati alla carica episcopale. In seguito fu eletto generale della sua congregazione.

## Opere
Tra le sue pubblicazioni c'è un'orazione su papa Leone X, "De laudibus Leonis" (Roma, 1752), e il lavoro biografico "I scrittori de' Chierici regolari detti Teatini" (2 voll., Roma, 1780), che  è stata la base per la "Bibliotheca Teatina" di P. Silvos.